# Weber (Adelsgeschlecht)

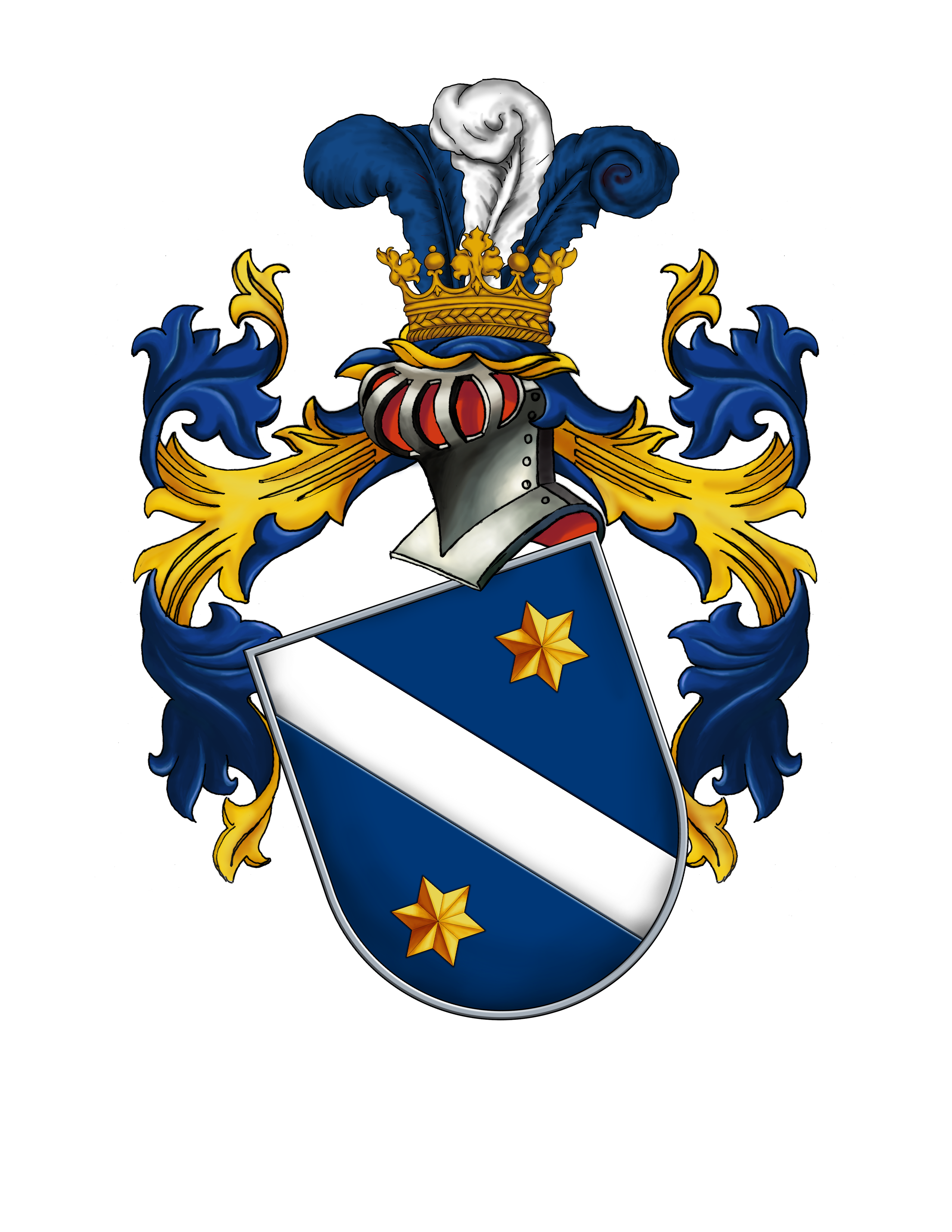
Stammwappen derer von Weber

Weber ist der Name eines bayerischen Adelsgeschlechts, dessen Stammreihe mit Friedrich Weber († 1739), fürstbischöflich Bamberger Jäger und Bürgermeister von Marktleugast, beginnt.

## Adelserhebungen
- Bayerischer persönlicher Ritterstand als Komtur des Zivildienstordens der Bayerischen Krone am 19. Mai 1808 für Georg Michael Weber, königlich bayerischer Appellationsgerichtsdirektor in Neuburg an der Donau, später Appellationsgerichtsvizepräsident in Amberg, mit Immatrikulation im Königreich Bayern bei der Ritterklasse am 28. Mai 1813.
- Bayerischer erblicher Adels- und Ritterstand am 30. April 1845 in München für dessen Sohn Karl Weber als königlich bayerischer Regierungssekretär I. Klasse in Augsburg mit Immatrikulation bei der Ritterklasse am 27. Juni 1845.

## Wappen
- 1813: In Blau ein von zwei goldenen Sternen begleiteter silberner Schrägrechtsbalken. Auf dem Helm mit rot-silbernen Decken fünf (blau, gold, gold, gold, blau) Straußenfedern.
- 1845: Wappenschild wie 1813. Auf dem Helm mit blau-goldenen Decken drei (blau, silber, blau) Straußenfedern.

## Namensträger
- Eduard Ritter von Weber (1870–1934), deutscher Mathematiker